# Großer Preis der Schweiz 1936

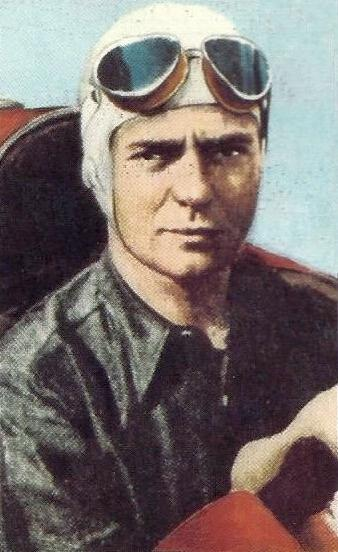
Rennsieger Bernd Rosemeyer

Der III. Große Preis der Schweiz fand am 23. August 1936 auf der Bremgarten-Rundstrecke in Bremgarten bei Bern statt. Als Grande Épreuve zählte er zur Grand-Prix-Europameisterschaft 1936 und wurde nach den Bestimmungen der Internationalen Grand-Prix-Formel (Rennwagen bis maximal 750 kg Leergewicht; 85 cm Mindestbreite; Renndistanz mindestens 500 km) über 70 Runden à 7,280 km ausgetragen, was einer Gesamtdistanz von 509,60 km entsprach.
Sieger wurde Bernd Rosemeyer auf einem Auto Union Typ C, der damit seinen zweiten Grand-Prix-Erfolg in unmittelbarer Folge und zusammen mit Achille Varzi und Hans Stuck den ersten Dreifachsieg für die Auto Union erzielte.

## Rennen
Vor dem dritten Grande Épreuve der Saison 1936 war die Ausgangslage so ungewiss wie schon lange nicht mehr. Zwar war Mercedes-Benz zu Saisonbeginn beim Grand Prix von Monaco noch erfolgreich gewesen, doch spätestens beim Großen Preis von Deutschland waren die Unzulänglichkeiten des Mercedes-Benz W 25 K so eklatant geworden, dass das Team im Anschluss die Rennen von Livorno und Pescara ausließ, um zunächst erst einmal eine Standortbestimmung vorzunehmen. Unter Regie der neu gegründeten Rennabteilung unter Leitung von Rudolf Uhlenhaut wurden die Wagen in zahlreichen Details überarbeitet, so dass die Mannschaft in der Stammbesetzung mit Rudolf Caracciola, Luigi Fagioli und Manfred von Brauchitsch in Bern wieder einigermaßen zuversichtlich an den Start gehen konnte. Louis Chiron war nach seinem Unfall beim Deutschland-Grand-Prix noch nicht wieder vollständig fit, so dass er nur als Reservefahrer mit dabei sein konnte. An seiner Stelle ging daher Nachwuchsfahrer Hermann Lang – mit bandagierter Hand, weil er sich am Nürburgring den kleinen Finger gebrochen hatte – als vierter regulärer Teilnehmer für das Team an den Start.
Angesichts des Formtiefs bei Mercedes-Benz bei den Frühjahrsrennen hatte es danach ausgesehen, dass die Auto Union nun stattdessen die Favoritenrolle übernehmen würde, was sich durch die Erfolge des neuen Publikumslieblings Bernd Rosemeyer beim Eifelrennen und im Großen Preis von Deutschland eindrucksvoll zu bestätigen schien. Allerdings hatten anschließend die Duelle mit Alfa Romeo mit einem Dreifachsieg für die Italiener in Livorno und für die Auto Union in Pescara überraschenderweise nur unentschieden geendet und obendrein gab es Probleme mit der Fahrerbesetzung. Rosemeyer war natürlich nach seinen beiden Nürburgring-Erfolgen gesetzt, doch Hans Stuck – als aktuell Führender in der Europameisterschaftswertung – musste mit einer Armverletzung antreten, die er sich im Training in Pescara zugezogen hatte. Noch unsicherer war die Verfassung von Achille Varzi, dem ursprünglich als Nummer 1 verpflichteten Fahrer des Teams, dessen Saison von starken Formschwankungen geprägt wurde. Während einer Trainingssitzung in Bern hatte Rennleiter Dr. Feuereissen eine Durchsuchung seines Hotelzimmers vorgenommen und dabei Drogen gefunden. Dennoch hatte der Italiener hier eine seiner besseren Phasen und konnte sich zusammen mit Rosemeyer neben dem Mercedes von Caracciola für die erste Startreihe qualifizieren. Das vierte Auto des Teams wurde von Nachwuchsfahrer Rudolf Hasse gesteuert, der damit sein Grand-Prix-Debüt gab.
Für Alfa Romeo, wie immer bei den Rennen von der Scuderia Ferrari repräsentiert, hatte Tazio Nuvolari mit seinem Sieg in Livorno bewiesen, dass die deutschen Silberpfeile zumindest nicht unschlagbar waren. Zudem gab es hier aktuell keine Probleme mit dem Personal, so dass das Team mit ihm und René Dreyfus in den beiden neuen Alfa Romeo 12C-36 Zwölfzylinder-Rennwagen und Giuseppe Farina im älteren Alfa Romeo 8C-35 Achtzylinder in Bestbesetzung antreten konnte.
Gar nicht erst gemeldet hatte dagegen die Scuderia Torino, das andere Quasi-Werksteam für Maserati, wo man es schließlich aufgegeben hatte, den aktuellen Grand-Prix-Typ Maserati V8-RI doch noch irgendwie konkurrenzfähig zu bekommen. So war die Marke nur mit Philippe Étancelin auf seinem persönlichen V8-RI und einigen weiteren Privatfahrern mit älteren Modellen vertreten. Bei Bugatti schließlich hatte Jean-Pierre Wimille als einziger Vertreter des Werks wieder einmal die Auswahl zwischen einem älteren zweisitzigen Modell Bugatti Type 59 – mit einem solchen ging auch der britische Privatfahrer Earl Howe an den Start – und dem neuen Type-59/50B-Monoposto, dem er für das Rennen dieses Mal auch den Vorzug gab.
Nachdem zuvor Richard Seaman mit seinem zehn Jahre alten Grand-Prix-Delage das Rennen der Voiturette-Klasse um den Prix de Berne gewonnen hatte, versammelten sich im Anschluss die 17 Grand-Prix-Rennwagen zum Start. Von der besten Startposition aus ging Caracciola mit dem Mercedes-Benz direkt in Front, doch Rosemeyer auf dem Auto Union lieferte ihm rundenlang einen packenden Kampf um die Spitze, bei dem sich beide allmählich vom Rest des Felds absetzten. Auf dem dritten Platz lag zunächst Nuvolari auf Alfa Romeo, musste aber später mit Überhitzungsproblemen aufgeben, nachdem auch Fagioli seinen Mercedes mit überdrehtem Motor und Farina seinen Alfa Romeo mit gerissenem Zylinderkopf schon frühzeitig abgestellt hatten.
Mehrfach konnte Caracciola sich der Angriffe des jungen Grand-Prix-Stars nur dadurch erwehren, dass er diesen bei seinen Überholversuchen abblockte. Eine solche Fahrweise war damals im Grand-Prix-Sport noch nicht üblich, so dass Caracciola schließlich sogar die blauen Flaggen als Aufforderung gezeigt bekam, dem Verfolger Platz zu machen. Dennoch dauerte es bis zur neunten Runde, bevor Rosemeyer endlich vorbeiziehen konnte. Dieser konnte danach die Führung kontinuierlich ausbauen, zumal Caracciola bald Probleme mit einem hängenden Gasgestänge bekam. Wenig später musste er den Mercedes mit einem Defekt der hinteren Achsaufhängung schließlich ganz aufgeben.
In der Zwischenzeit war auch Varzi an Lang vorbeigegangen, so dass die Auto Union ab der 30. Runde nun eine Doppelführung vor dem Mercedes-Duo Lang und von Brauchitsch innehatte. Auf dem fünften Platz folgte bereits Stuck, obwohl dieser aufgrund seiner Verletzung kein allzu hohes Tempo gehen konnte und zur Halbzeit des Rennens dann schon zweimal von seinem jungen Teamkollegen überrundet worden war.
Zur Rennmitte waren die üblichen Tank- und Reifenstopps fällig, und während Fagioli das Auto des ebenfalls angeschlagenen Lang übernahm, setzte das Team bei von Brauchitsch alles auf eine Karte und verzichtete auf das Wechseln der Reifen, um mit der eingesparten Zeit vielleicht doch noch einmal an die beiden Auto Union an der Spitze heranzukommen. Doch in der 41. Runde musste der Mercedes mit einem Plattfuß dann doch zum Wechsel hereinkommen. Damit war das Rennen praktisch entschieden, zumal Varzi von Attacken gegen den nun in der Meisterschaft führenden Teamkollegen absah. Schließlich wurde von Brauchitschs Auto mit überhitztem Motor und festsitzender Bremse noch ganz aus dem Rennen genommen, so dass nur noch der Mercedes von Fagioli übrig blieb. Dieser lieferte nach einem längeren Reparaturstopp Stuck zum Ende des Rennens noch einmal einen Kampf um Platz drei, musste sich aber dann doch mit dem vierten Rang endgültig begnügen, während das Team der Auto Union mit Rosemeyer vor Varzi und Stuck nicht nur einen eindrucksvollen Dreifachsieg feiern konnte, sondern mit der fünftplatzierten Mannschaft Hasse/von Delius sogar alle Wagen in Wertung ins Ziel gebracht hatte. Alle weiteren Teilnehmer waren dagegen ausgefallen.

## Ergebnisse

### Meldeliste
| Team                       | Nr. | Fahrer                  | Info  | Chassis              | Motor                                   | Reifen |
| -------------------------- | --- | ----------------------- | ----- | -------------------- | --------------------------------------- | ------ |
| Auto Union AG              | 02  | Rudolf Hasse            |       | Auto Union C         | Auto Union 3.0L V16 Kompressor          | C      |
| Auto Union AG              | 04  | Bernd Rosemeyer         |       | Auto Union C         | Auto Union 3.0L V16 Kompressor          | C      |
| Auto Union AG              | 06  | Hans Stuck              |       | Auto Union C         | Auto Union 3.0L V16 Kompressor          | C      |
| Auto Union AG              | 08  | Achille Varzi           |       | Auto Union C         | Auto Union 3.0L V16 Kompressor          | C      |
| Auto Union AG              |     | Ernst von Delius        | RES   | Auto Union C         | Auto Union 3.0L V16 Kompressor          | C      |
| Daimler-Benz AG            | 10  | Manfred von Brauchitsch |       | Mercedes-Benz W 25C  | Mercedes-Benz M 25 C 4.7L I8 Kompressor | C      |
| Daimler-Benz AG            | 12  | Rudolf Caracciola       |       | Mercedes-Benz W 25C  | Mercedes-Benz M 25 C 4.7L I8 Kompressor | C      |
| Daimler-Benz AG            | 14  | Luigi Fagioli           |       | Mercedes-Benz W 25C  | Mercedes-Benz M 25 C 4.7L I8 Kompressor | C      |
| Daimler-Benz AG            | 16  | Hermann Lang a          |       | Mercedes-Benz W 25C  | Mercedes-Benz M 25 C 4.7L I8 Kompressor | C      |
| Philippe Étancelin         | 18  | Philippe Étancelin      |       | Maserati V8-RI       | Maserati 4.8L V8 Kompressor             | P      |
| Raymond Sommer             | 20  | Raymond Sommer          |       | Alfa Romeo Tipo B/P3 | Alfa Romeo 3.2L I8 Kompressor           | M      |
| Automobiles Ettore Bugatti | 22  | Jean-Pierre Wimille     |       | Bugatti T59/50B b    | Bugatti 4.7L I8 Kompressor              | M      |
| Earl Howe                  | 24  | Earl Howe               |       | Bugatti T59          | Bugatti 3.3L I8 Kompressor              | D      |
| Charles Martin             | 26  | Charles Martin          | DNA   | Alfa Romeo Tipo B/P3 | Alfa Romeo 3.2L I8 Kompressor           |        |
| Scuderia Ferrari           | 28  | René Dreyfus            |       | Alfa Romeo 12C-36    | Alfa Romeo 4.1L V12 Kompressor          | E      |
| Scuderia Ferrari           | 32  | Tazio Nuvolari          |       | Alfa Romeo 12C-36    | Alfa Romeo 4.1L V12 Kompressor          | E      |
| Scuderia Ferrari           | 30  | Giuseppe Farina         |       | Alfa Romeo 8C-35     | Alfa Romeo 3.8L I8 Kompressor           | E      |
| Scuderia Ferrari           | 34  | (kein Fahrer benannt)   | DNA   | Alfa Romeo 8C-35     | Alfa Romeo 3.8L I8 Kompressor           | E      |
| Scuderia Maremmana         | 36  | Clemente Biondetti      |       | Maserati 6C-34       | Maserati 3.7L I6                        |        |
| Scuderia Maremmana         | 38  | Jacques de Rham         |       | Maserati 6C-34       | Maserati 3.7L I6                        |        |
| Scuderia Maremmana         | 38  | Hans Stuber             | DNS c | Maserati 6C-34       | Maserati 3.7L I6                        |        |
| Hans Ruesch                | 40  | Hans Ruesch             | DNS   | Maserati 6C-34       | Maserati 3.7L I6                        |        |

### Qualifying
| Pos. | Fahrer                  | Konstrukteur  | Qualifikationstraining | Qualifikationstraining | Start |
| Pos. | Fahrer                  | Konstrukteur  | Zeit                   | Ø-Geschwindigkeit      | Start |
| ---- | ----------------------- | ------------- | ---------------------- | ---------------------- | ----- |
| 01   | Rudolf Caracciola       | Mercedes-Benz | 2:37,900               | 165,980 km/h           | 01    |
| 02   | Bernd Rosemeyer         | Auto Union    | 2:39,300               | 164,520 km/h           | 02    |
| 03   | Achille Varzi           | Auto Union    | 2:39,500               | 164,310 km/h           | 03    |
| 04   | Manfred von Brauchitsch | Mercedes-Benz | 2:40,200               | 163,600 km/h           | 04    |
| 05   | Hermann Lang            | Mercedes-Benz | 2:40,400               | 163,390 km/h           | 05    |
| 06   | Tazio Nuvolari          | Alfa Romeo    | 2:41,500               | 162,280 km/h           | 06    |
| 07   | René Dreyfus            | Alfa Romeo    | 2:45,200               | 158,640 km/h           | 07    |
| 08   | Luigi Fagioli           | Mercedes-Benz | 2:45,600               | 158,260 km/h           | 08    |
| 09   | Hans Stuck              | Auto Union    | 2:45,800               | 158,070 km/h           | 09    |
| 10   | Rudolf Hasse            | Auto Union    | 2:46,300               | 157,590 km/h           | 10    |
| 11   | Jean-Pierre Wimille     | Bugatti       | 2:52,600               | 151,840 km/h           | 11    |
| 12   | Giuseppe Farina         | Alfa Romeo    | 2:53,400               | 151,140 km/h           | 12    |
| 13   | Clemente Biondetti      | Maserati      | 2:58,200               | 147,070 km/h           | 13    |
| 14   | Raymond Sommer          | Alfa Romeo    | 2:58,700               | 146,660 km/h           | 14    |
| 15   | Philippe Étancelin      | Maserati      | 3:12,100               | 136,439 km/h           | 15    |
| 16   | Earl Howe               | Bugatti       | 3:13,800               | 135,230 km/h           | 16    |
| 17   | Jacques de Rham         | Maserati      | 3:18,400               | 125,760 km/h           | 17    |

### Rennergebnis
| Pos. | Fahrer                        | Konstrukteur  | Runden | Stopps | Zeit        | Start | Schnellste Runde | Ausfallgrund                          | EM-Punkte |
| ---- | ----------------------------- | ------------- | ------ | ------ | ----------- | ----- | ---------------- | ------------------------------------- | --------- |
| 01   | Bernd Rosemeyer               | Auto Union    | 70     |        | 3:09:01,600 | 2     | 2:34,500         |                                       | 1         |
| 02   | Achille Varzi                 | Auto Union    | 70     |        | + 52,600    | 3     |                  |                                       | 2         |
| 03   | Hans Stuck                    | Auto Union    | 69     |        | + 1 Runde   | 9     |                  |                                       | 3         |
| 04   | Hermann Lang Luigi Fagioli    | Mercedes-Benz | 69     |        | + 1 Runde   | 5     |                  |                                       | 4 / -     |
| 05   | Rudolf Hasse Ernst von Delius | Auto Union    | 67     |        | + 3 Runden  | 10    |                  |                                       | 4 / 8     |
| —    | Raymond Sommer                | Alfa Romeo    | 51     |        | DNF         | 14    |                  | defekte Antriebswelle                 | 5         |
| —    | Manfred von Brauchitsch       | Mercedes-Benz | 50     |        | DNF         | 4     |                  | rechte hintere Bremsscheibe gebrochen | 5         |
| —    | Philippe Étancelin            | Maserati      | 34     |        | DNF         | 15    |                  | defektes Gaspedalgestänge             | 6         |
| —    | Rudolf Caracciola             | Mercedes-Benz | 29     |        | DNF         | 1     |                  | Achsbruch                             | 6         |
| —    | René Dreyfus                  | Alfa Romeo    | 26     |        | DNF         | 7     |                  | Motor überhitzt                       | 6         |
| —    | Earl Howe                     | Bugatti       | 24     |        | DNF         | 16    |                  | Aufgabe nach Fahrfehler               | 6         |
| —    | Tazio Nuvolari                | Alfa Romeo    | 18     |        | DNF         | 8     |                  | Motor überhitzt                       | 6         |
| —    | Clemente Biondetti            | Maserati      | 10     |        | DNF         | 13    |                  | Motor überhitzt                       | 7         |
| —    | Luigi Fagioli                 | Mercedes-Benz | 6      |        | DNF         | 8     |                  | defekte Pleuelstange                  | 7         |
| —    | Giuseppe Farina               | Alfa Romeo    | 6      |        | DNF         | 12    |                  | defekte Zylinderkopfdichtung          | 7         |
| —    | Jean-Pierre Wimille           | Bugatti       | 3      |        | DNF         | 11    |                  | gebrochener Schalthebel               | 7         |
| —    | Jacques de Rham               | Maserati      | 1      |        | DNF         | 17    |                  | Motoraussetzer                        | 7         |